# Microrégion d'Unaí
 (février 2025).
Si vous disposez d'ouvrages ou d'articles de référence ou si vous connaissez des sites web de qualité traitant du thème abordé ici, merci de compléter l'article en donnant les références utiles à sa vérifiabilité et en les liant à la section « Notes et références ».
La microrégion d'Unaí est l'une des deux microrégions qui subdivisent le Nord-Ouest du Minas, dans l'État du Minas Gerais au Brésil.
Elle comporte 9 municipalités qui regroupaient 145 630 habitants en 2006 pour une superficie totale de 27 384 km2.

## Municipalités[1]
- Arinos
- Bonfinópolis de Minas
- Buritis
- Cabeceira Grande
- Dom Bosco
- Formoso
- Natalândia
- Unaí
- Uruana de Minas